# 火山口湖 (美國)
火山口湖（英語：Crater Lake），中文又譯魁特湖，是位於美國俄勒岡州的一個火山湖，屬火山口湖國家公園管區範圍內。火山口湖以其深藍色的湖水和很高的透明度而聞名。火山口湖最深的部份達655（2,149英尺），火山口約是在7,700年（±150年）前馬札馬火山噴發時形成。
在1853年6月12日，美國探險家約翰·衛斯理·希爾曼（John Wesley Hillman）成為第一個發現火山口湖的人，他當時將之命名為「深藍湖」（Deep Blue Lake）。火山口湖至少改過三次名，如藍湖（Blue Lake）、莊嚴湖（Majesty Lake），最後才確定使用現在的名稱火山口湖。火山口湖是美國最深的湖泊，在世界湖泊深度中排名第9位。

## 資料來源
1. ↑  . Oregon Explorer. Oregon State University.   [2009-02-05]. （原始内容存档于2010-02-18）.
2. ↑  . 全球火山作用计划. 史密森尼学会.   [2008-12-18].
3. ↑  Tilden, Freeman. . New York: Alfred A. Knopf. 1968.
4. ↑  Runkel, H.J., "Crater Lake Discovery Centennial," Nature Notes from Crater Lake National Park （页面存档备份，存于）, Vol. XIX (1953).